# Vigrestad
Vigrestad es una localidad situada en el municipio de Hå, en la provincia de Rogaland, Noruega. Tiene una población estimada, a inicios de 2024, de 2149 habitantes.